# 布卢尔河畔阿涅尔
布卢尔河畔阿涅尔（法語：Asnières-sur-Blour，法語發音：[anjɛʁ syʁ bluʁ]）是法国新阿基坦大区维埃纳省的一个市镇，位于该省东南部，和上维埃纳省接壤，属于蒙莫里永区。

## 地理
布卢尔河畔阿涅尔（46°9'51"N, 0°48'1"E）面积32.49 平方千米，位于法国新阿基坦大区维埃纳省，该省份为法国中西部省份，北起曼恩-卢瓦尔省和安德尔-卢瓦尔省，西接德塞夫勒省，南至夏朗德省，东南接上维埃纳省，东临安德尔省。
与布卢尔河畔阿涅尔接壤的市镇（或旧市镇、城区）包括：阿布扎克、奥拉杜尔法奈、吕沙、米亚克、加茹贝尔、伊索普河畔圣马夏尔、瓦尔-加尔唐普河谷村。

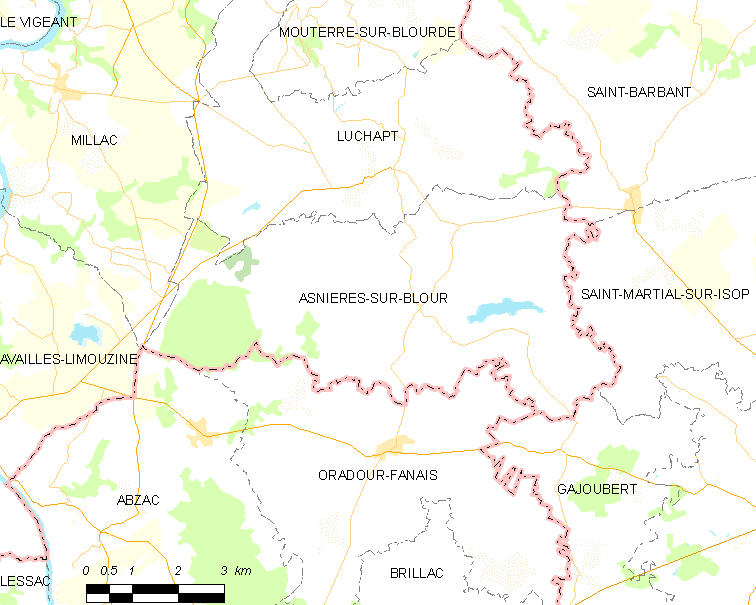
布卢尔河畔阿涅尔的OSM定位图

布卢尔河畔阿涅尔的时区为UTC+01:00、UTC+02:00（夏令时）。

## 行政
布卢尔河畔阿涅尔的邮政编码为86430，INSEE市镇编码为86011。

## 政治
布卢尔河畔阿涅尔所属的省级选区为吕萨克堡县。

## 人口

1962-2008年间布卢尔河畔阿涅尔人口变化图示

布卢尔河畔阿涅尔于2022年1月1日时的人口数量为189人。